# HEAG-Wohnhaus
Das HEAG-Wohnhaus ist ein Bauwerk in Darmstadt in der Klappacher Straße 172.

## Architektur und Geschichte
Das HEAG-Wohnhaus wurde im Jahre 1929 nach Plänen des Architekten Eugen Seibert erbaut.
Das expressionistische Klinkerwohnhaus wurde für die Angestellten des HEAG-Depots am Böllenfalltor errichtet.
Das  vierstöckige kubusartige Gebäude hat eine durch Gesimse unterteilte Fassade, ein horizontal versprosstes Treppenhausfenster, einen klinkerverzierte Eingang sowie ein Rundbogenfenster im Obergeschoss.

## Denkmalschutz
Das HEAG-Wohnhaus ist ein typisches Beispiel für den Backsteinexpressionismus in Darmstadt.
Aus architektonischen und stadtgeschichtlichen Gründen ist das Bauwerk ein Kulturdenkmal.